# Сангбаст – Нехбандан
Сангбаст – Нехбандан – газопровід на північному сході Ірану, який пролягає через провінції Хорасан-Резаві та Південний Хорасан.
Вихідним пунктом трубопроводу є розташований дещо південніше від Мешхеду Сангбаст, в районі якого у 2010-му з’єднали газопроводи від Хангірану та Парчіну. Станом на 2011 рік завершили прокладання ділянки від Сангбасту до Бірдженду, яка має довжину 423 км, діаметр 750 мм та проходить на своєму шляху  через Раштхар і Кайен (поряд з останнім розташований металургійний завод Ghaenat Steel, який використовує технологію прямого відновлення заліза, що потребує великих обсягів природного газу). 
У 2014-му лінію продовжили від Бірдженду до міста Сербіше, для чого проклали ділянку довжиною 73 км з тим же діаметром 750 мм.
В 2018-му стала до ладу чергова ділянка довжиною 127 км. Вона так само прямує у південному напрямку – від Сербіше до Нехбандану, проте має значно менший діаметр у 300 мм.
Можливо відзначити, що в подальшому планується сполучити газотранспортні мережі Південного Хорасану та провінції Систан і Белуджистан (наразі за півтори сотні кілометрів від Нехбандану проходить траса газопроводу Захедан – Заболь).
Від основного газопроводу прокладено цілий ряд відгалужень, наприклад, ділянка довжиною 82 км та діаметром 300 мм від Раштхара у південно-східному напрямку до міста Санган. По цьому ж маршруту пізніше проклали другу нитку довжиною 99 км та діаметром 400 км, призначену для живлення гірничозбагачувального комбінату Санган, котрий здійснює видобуток залізної руди та продукування окотишів.